# Phibalura
Genre
Phibalura est un genre d'oiseaux de la famille des Cotingidae. Sa position systématique a longtemps été incertaine.

## Taxonomie
À la suite de l'étude phylogénique de Berv et Prum (2014) sur les Cotingidae, cette espèce est placée dans cette famille. 
L'étude d'Hennessey (2011) sur la sous-espèce Phibalura flavirostris boliviana amène le Congrès ornithologique international à l'élever au rang d'espèce. Phibalura flavirostris est donc divisée en deux espèces, la sous-espèce boliviana devenant Phibalura boliviana.

### Liste des espèces
D'après la classification de référence (version 5.2, 2015) du Congrès ornithologique international (ordre phylogénique) :
- Phibalura flavirostris – Phibalure à queue fourchue
- Phibalura boliviana – (?)